# Comarca de Coronel Fabriciano
A Comarca de Coronel Fabriciano é uma comarca de entrância especial com sede no município brasileiro supracitado, no interior do estado de Minas Gerais. Além de Coronel Fabriciano, faz parte dela o município de Antônio Dias.

## História
A Comarca de Coronel Fabriciano foi criada em 3 de abril de 1955, sendo desmembrada para a criação das comarcas de Ipatinga em 12 de julho de 1977 e Timóteo em 2 de agosto de 1996. Seu fórum existiu em um prédio alugado na Rua Pedro Nolasco até 1966, quando foi transferido para o Fórum Doutor Louis Ensch, cujo nome homenageava o ex-presidente da Companhia Siderúrgica Belgo-Mineira Louis Jaques Ensch, falecido na década de 1950.
O prédio foi expandido em 1985, quando foi construído um novo bloco onde foram instaladas a Defensoria Pública, o Cartório Eleitoral e o novo salão do júri. Em 1999, foi construído o segundo andar da edificação, sendo relocadas as salas de atendimento do Ministério Público, as salas de audiências e o salão do júri. Nesta reinauguração, recebeu a denominação de Fórum Doutor Orlando Milanez, em honra ao primeiro promotor público da cidade e pelo fato de outros patrimônios públicos já possuírem o nome "Dr. Louis Ensch".